# Émile Étienne Guimet
Émile Étienne Guimet (Lió, 2 de juny de 1836 - Fleurieu-sur-Saône, 12 d'octubre de 1918) fou un arqueòleg, músic i historiador francès.
Era fill d'un químic distingit, Jean Baptiste Guimet, i sense deixar de dirigir la fàbrica que li llegà el seu pare, es donà a conèixer com a literat, músic i arqueòleg. Viatjà per quasi tot Europa, Egipte, Xina, Japó i la India, i amb els objectes que recollí en les seves expedicions fundà a Lió (1878) el Museu d'Història de les Religions, que després fou traslladat a París, i se li donà el nom del seu fundador.
Publicà les obres següents:
- A travers de l'Espagne; (Lió, 1865)
- Cinq jours à Dresde; (Lió, 1865)
- Croquis égyptiens; (París, 1867)
- L'Orient d'Europe au fusain; (París, 1868)
- La musique populaire; (Lió, 1870)
- L'Ascia des égiptiens; Etude sur la dédicace des tombeaux gallo-romains; (Lió, 1872)
- Arabes et Kabyles, pasteurs et agriculteurs; (Lió, 1873)
- Esquisses scandinaves, relation d'anthropologie et d'archéologie préhistorique; (París, 1875)
- De l'origine des anciens peuples du Méxique; (Lió, 1875)
- Travaux de M. de Chabas sur les temps de l'Exode; (Lió, 1875)
- Aquarelles africaines, études et correspondances; (París, 1877)
- Mémoires sur les outremers; (Lió, 1877)
- Exposition universelle; (París, 1878)
- Promenades japonaises; (París, 1878; 2a sèrie, París, 1880)
- Chants populaires du Lyonnais; (Lió, 1882)
- Okoma; novel·la japonesa (París, 1883)
- Le théâtre au Japon; (París, 1886)
- Huit jours aux Indes; (París, 1889)
- Le dieu d'Apulée; (París, 1895)
- L'Isis romaine; (París, 1896)
- Les fouilles d'Antinoe, Egypte; (París, 1897)
- La Chine ancienne et moderne; (Ruan, 1898)
- Plutarque et l'Egypte; (París, 1898)
- Les Isiaques de la Gaule; (París, 1900)
- Symboles asiatiques trouvés à Antinoe; (París, 1903)
- Le dieu aux bougeons; (Mâcon, 1905)
- Les musées de la Grèce; (París, 1905)
- Les chrétiens à l'Empire romain; (París, 1909)
- Lucien de Samosate, philosophe; (París, 1910)
- Notes politiques et sociales; (París, 1910)
- La peinture chinoise au Musée Guimet; (París, 1910)
- Les âmes égyptiennes; (París, 1913)
- Après la guerre; ([Fleurieu-sur-Saône, 1916)

Moltes d'aquestes obres estan il·lustrades pel mateix autor, què, a més, va compondre l'òpera Taï-Tsang, l'oratori Le feu du ciel, el ball d'espectace L'oeuf blanc et l'oeuf rouge; Les Djins; un Panis angelicus i nombroses melodies, duets, quartets, misses, etc.

## Petita galeria d'objectes del Museu Guimet

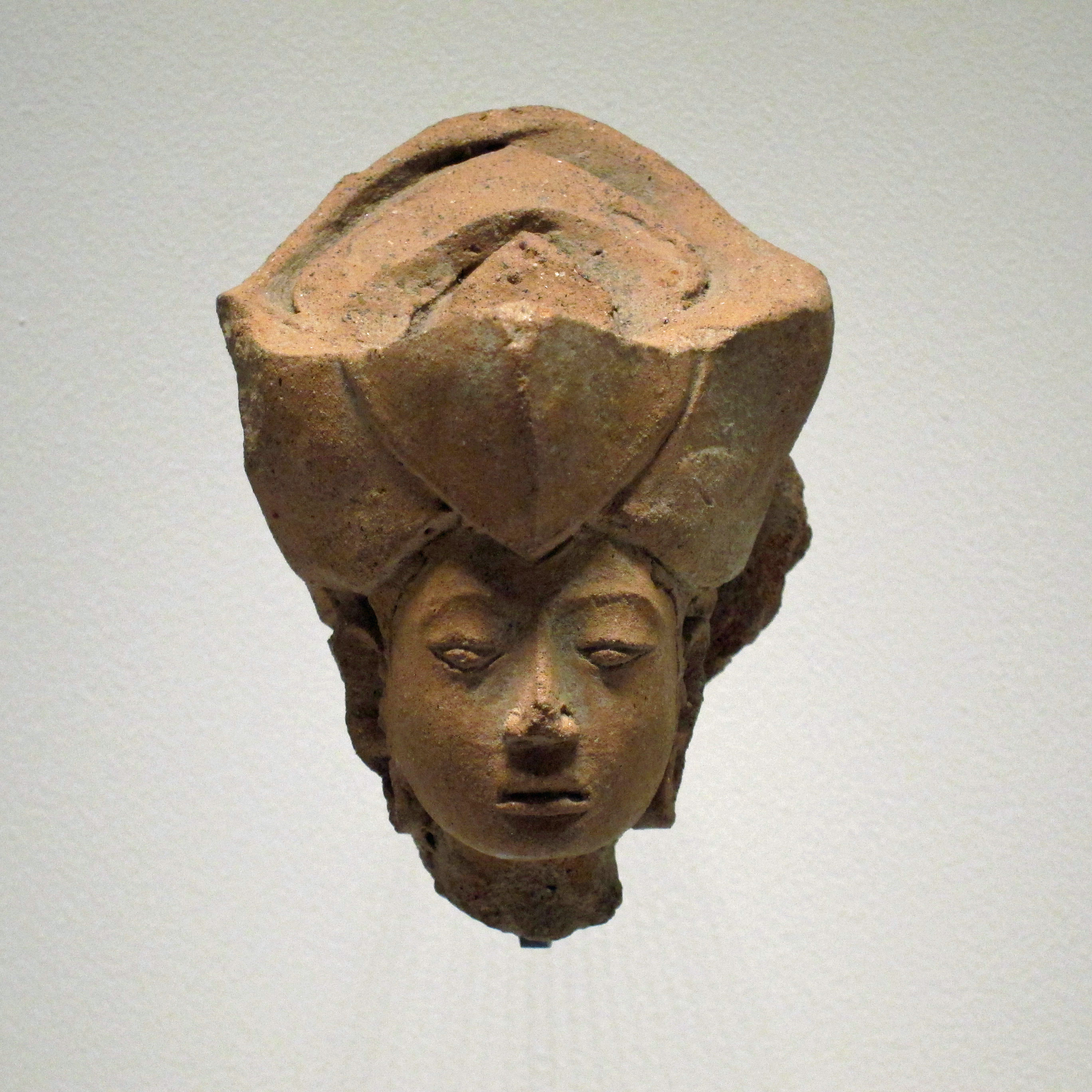
Terracuita de Mojopahit
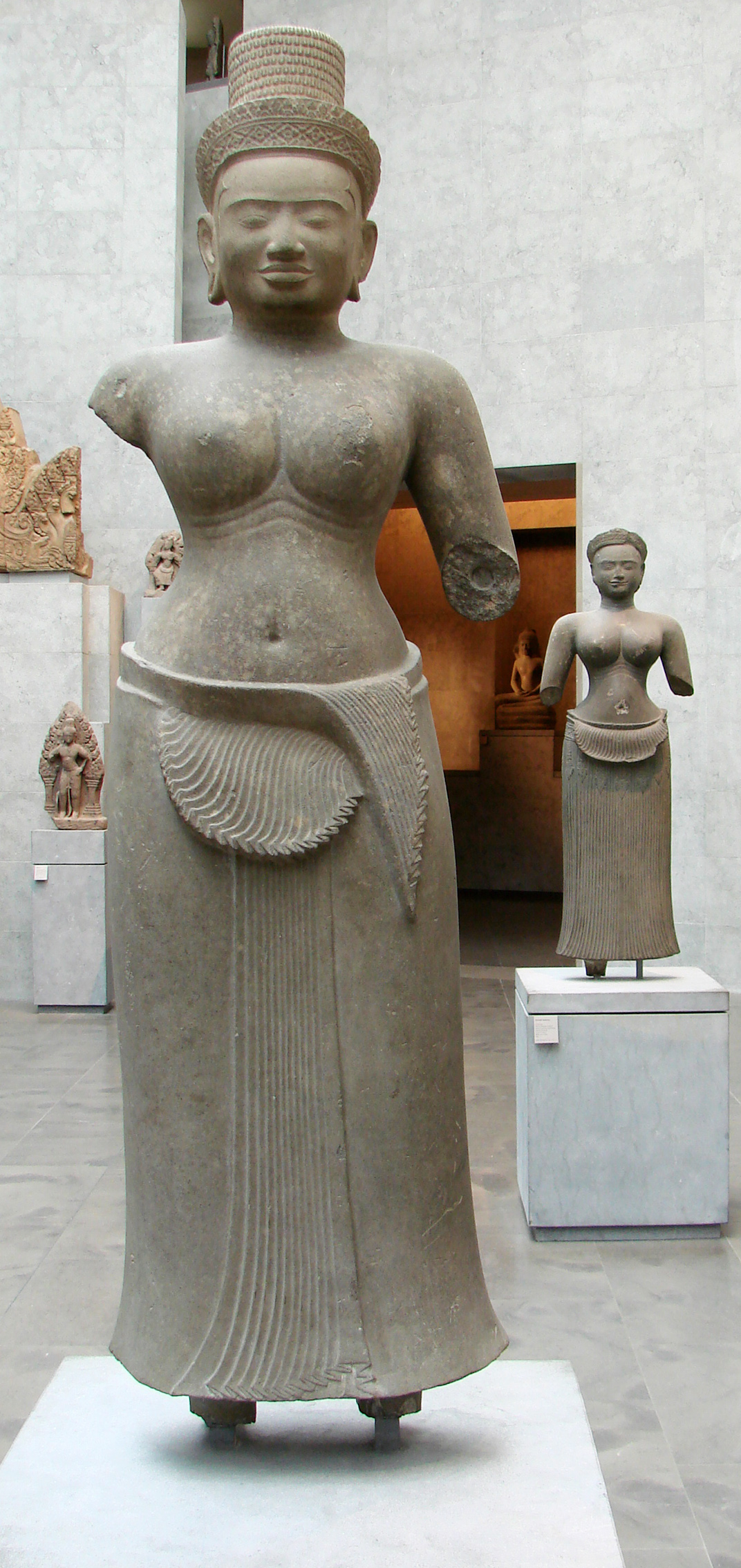
Divinitat femenina de Cambodja
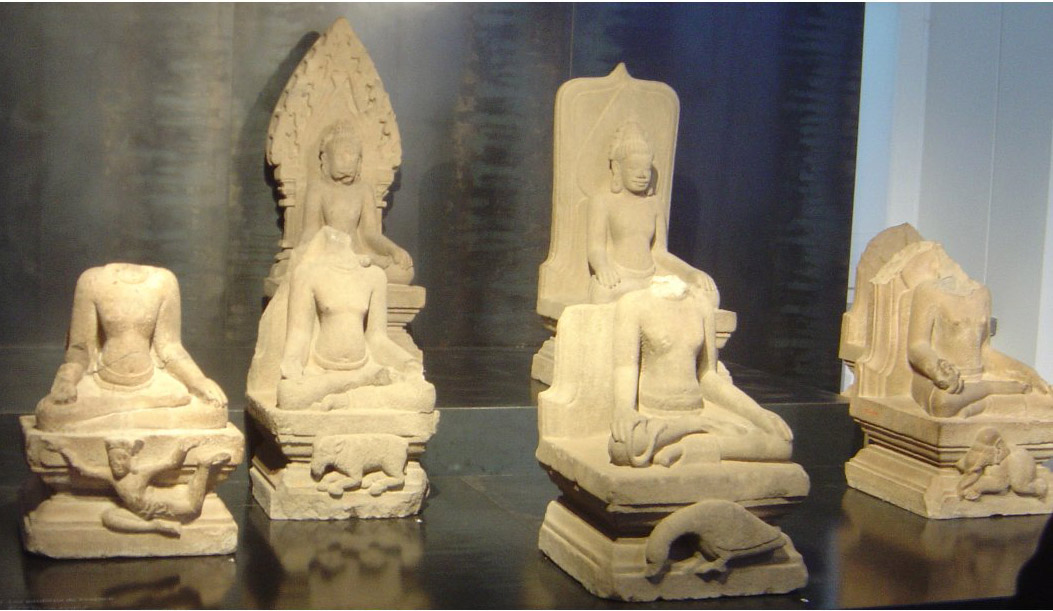
Grup de figures del Vietnam
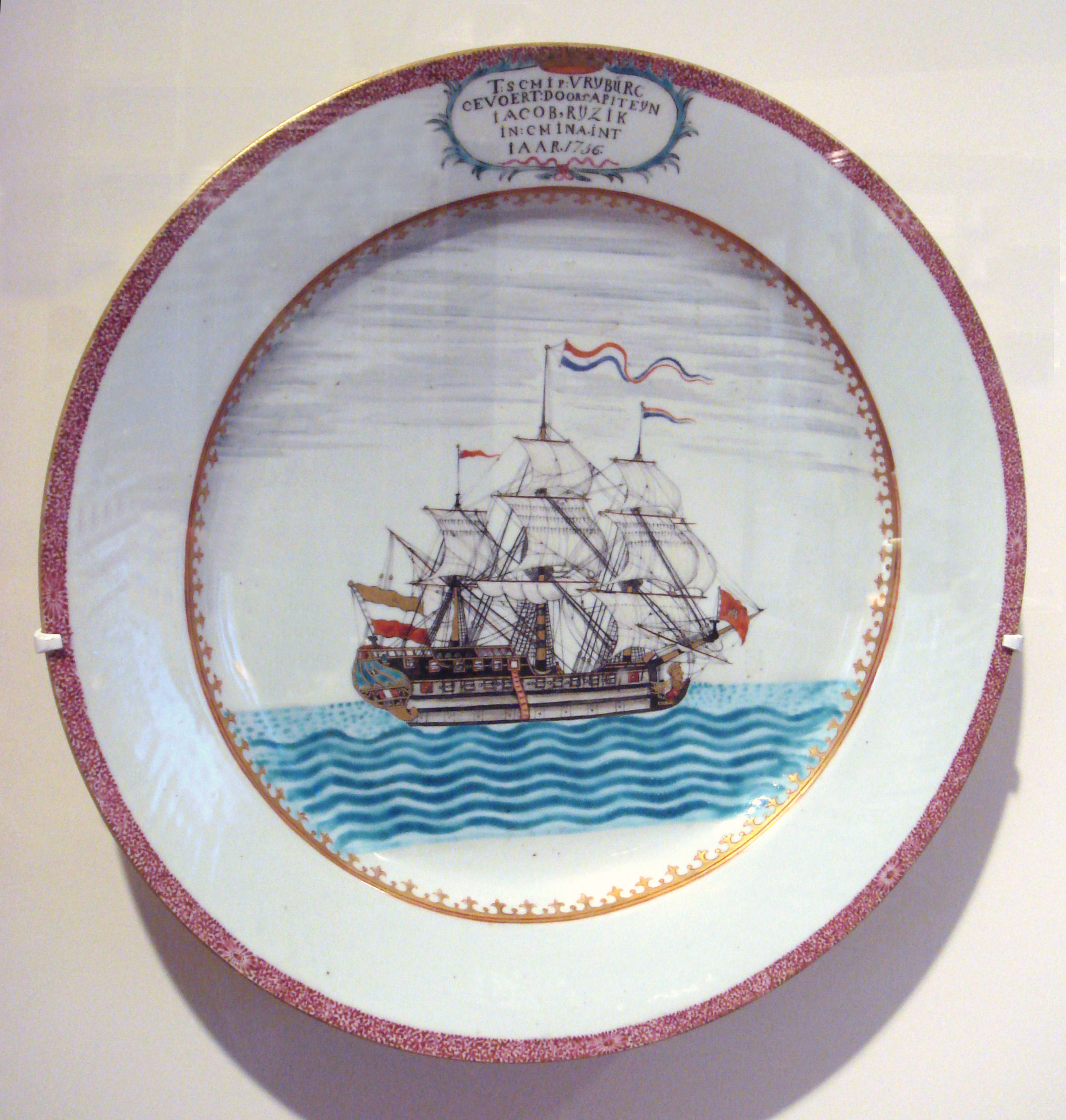
Porcellana xinesa del període Canton
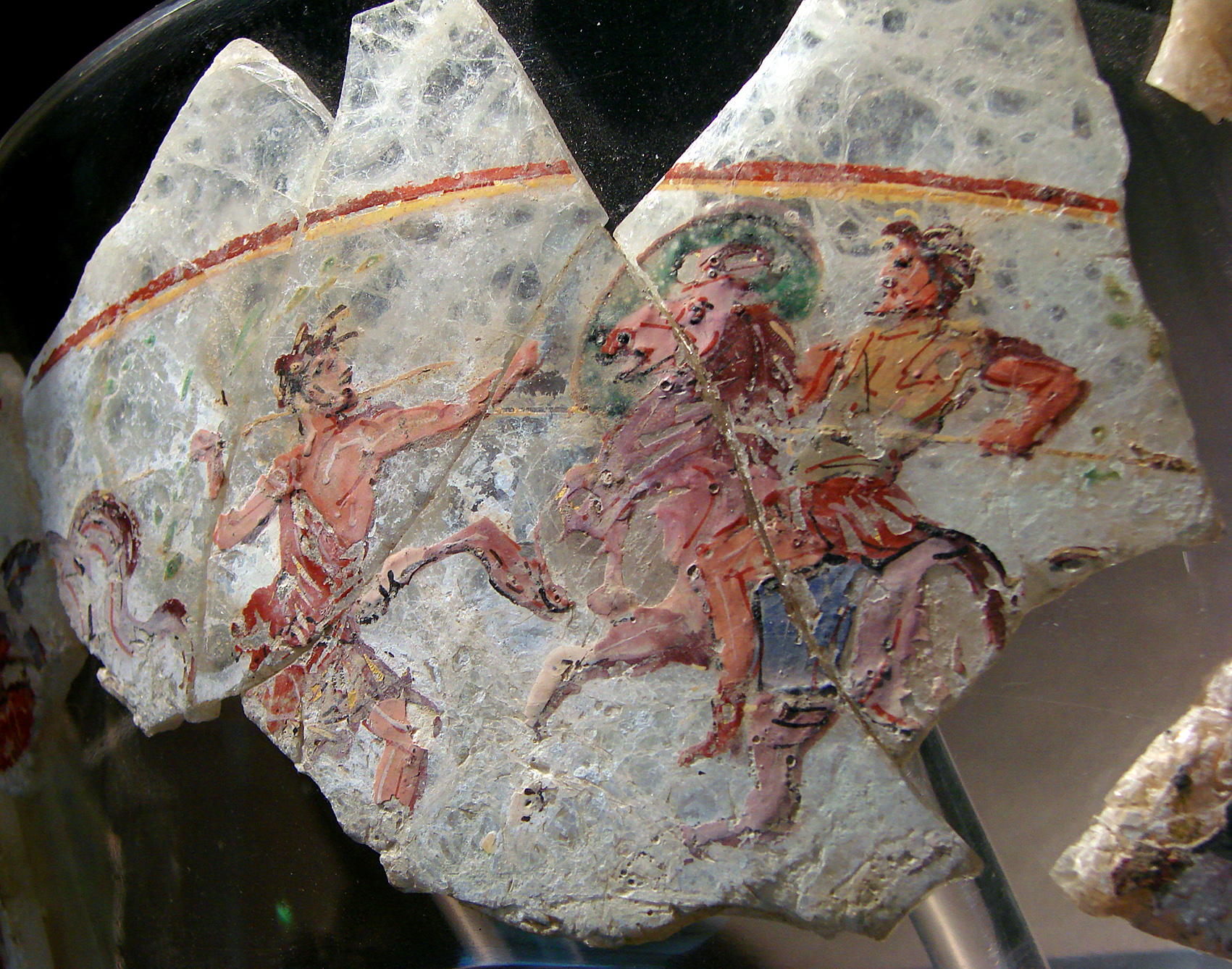
Escena d'un combat del segle I després de Crist, tresor de Beagram, regió de Kapiça, Afganistan
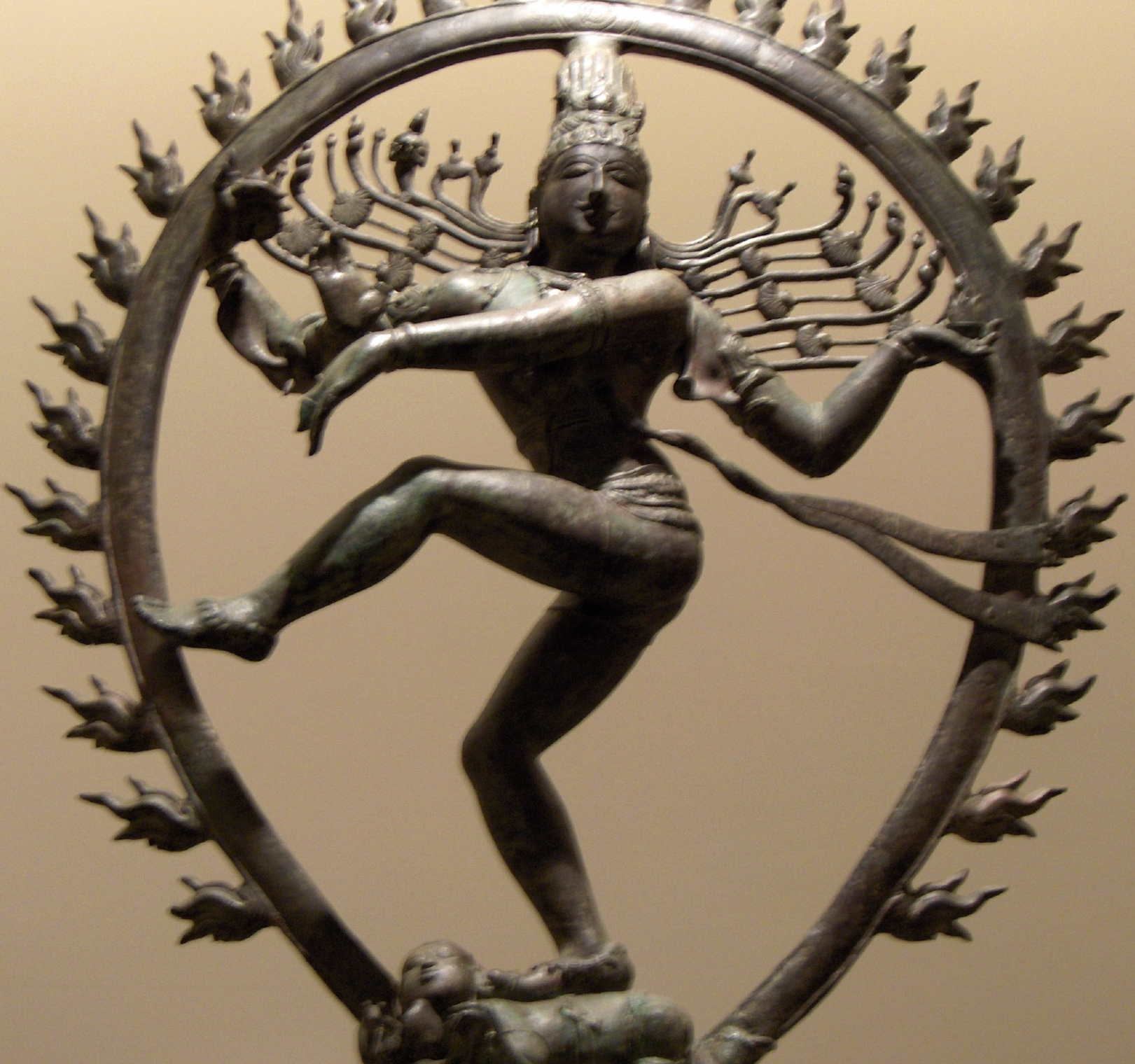
La deessa Shiva ballant, figura de la India
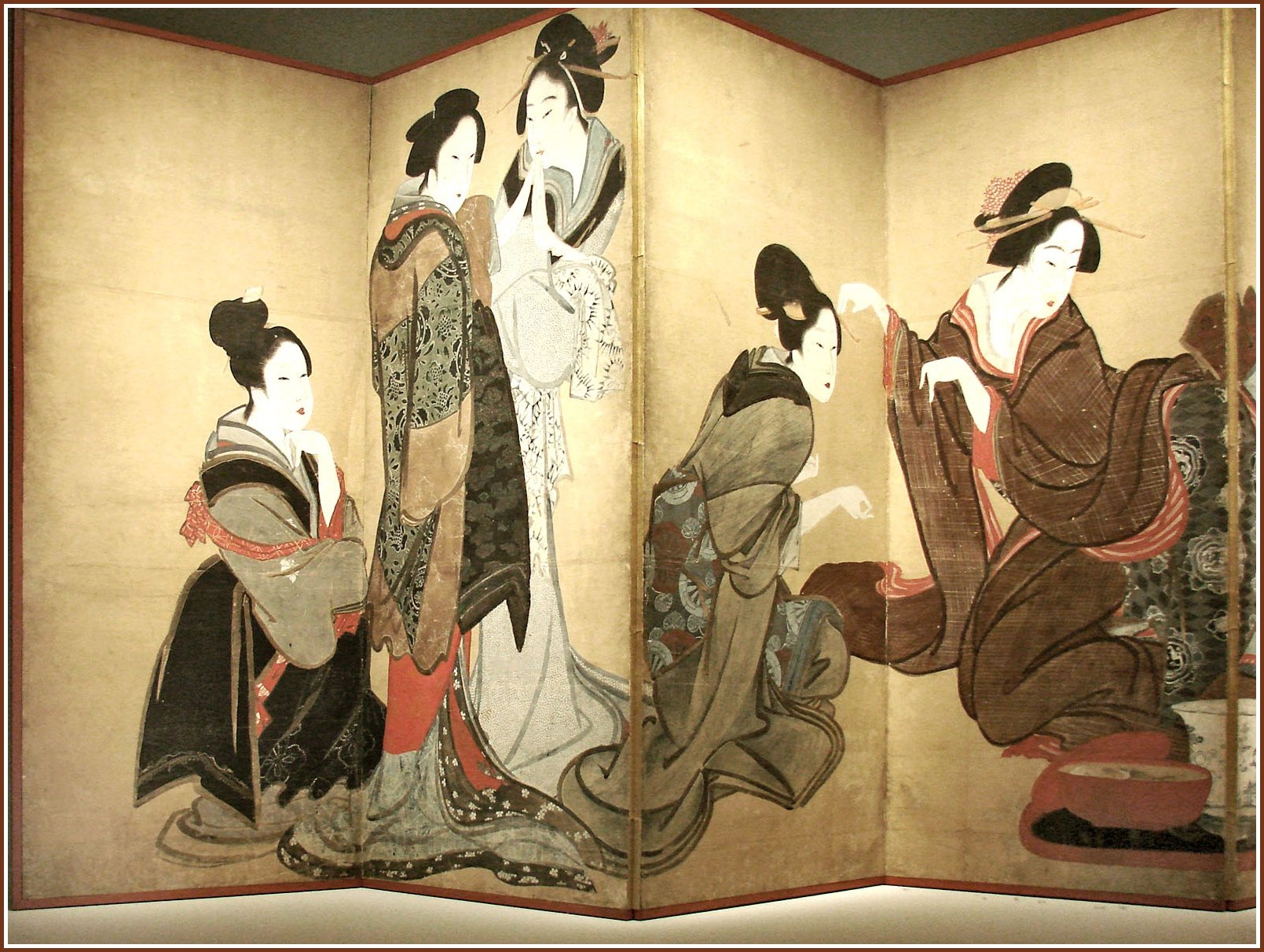
Paravent d'Okusai (Japó)
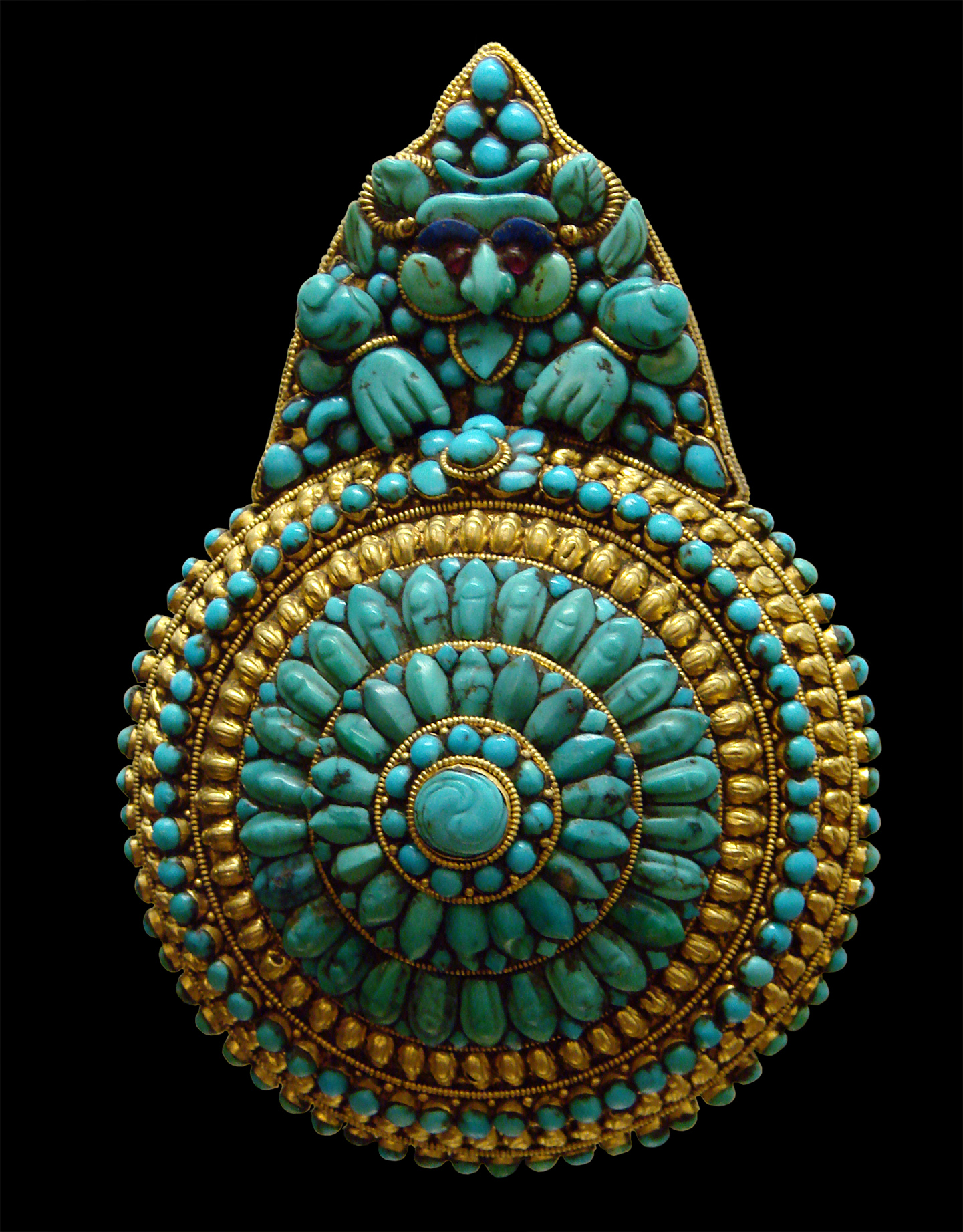
Medalló tibetà
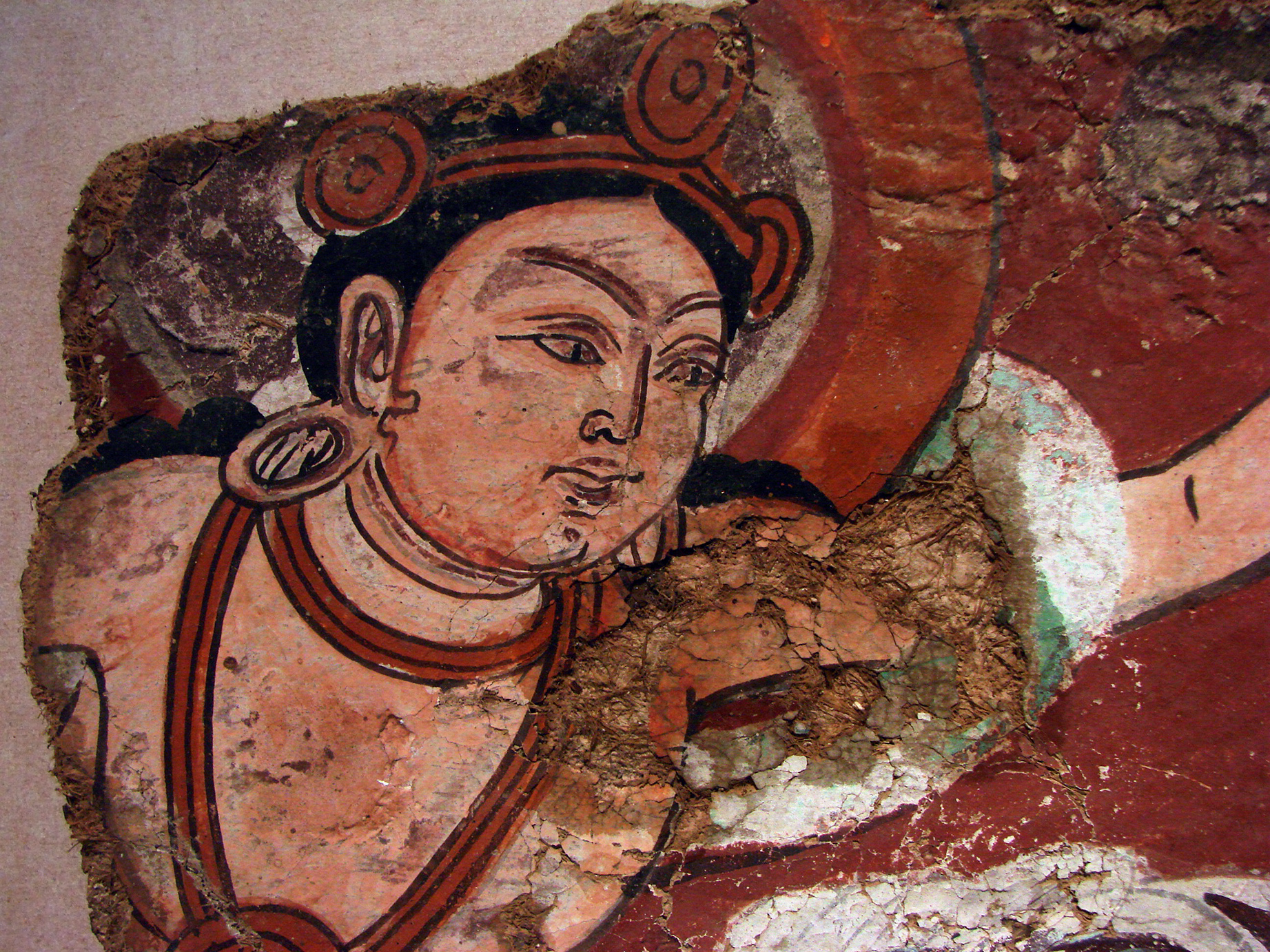
Terra pura del Buda (fragment). Pintura mural, procedent de Kucha (Xinjiang), dinastia Tang meitat del segle VIII
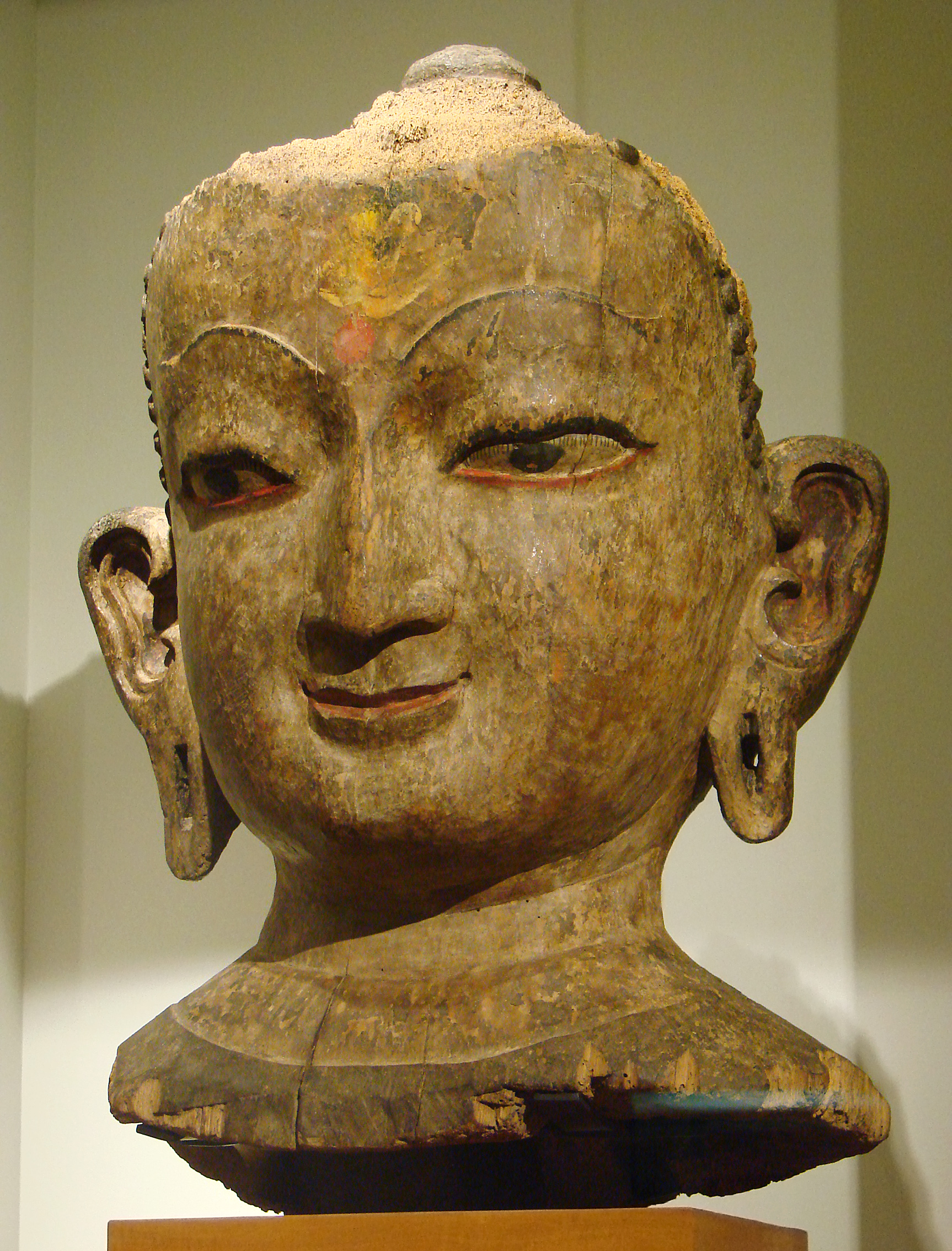
Cap de Jina, fusta amb rastres de policromia, segle xviii, Nepal